# Uncarina sakalava
Uncarina sakalava är en sesamväxtart som beskrevs av Jean-Henri Humbert. Uncarina sakalava ingår i släktet Uncarina och familjen sesamväxter. Inga underarter finns listade i Catalogue of Life.